# HP-UX
HP-UX (de "Hewlett Packard Unix") és la implementació patentada de Hewlett Packard Enterprise del sistema operatiu Unix, basada en Unix System V (inicialment System III) i llançada per primera vegada el 1984. Les versions actuals admeten els servidors HPE Integrity, basats en l'arquitectura Itanium d'Intel.

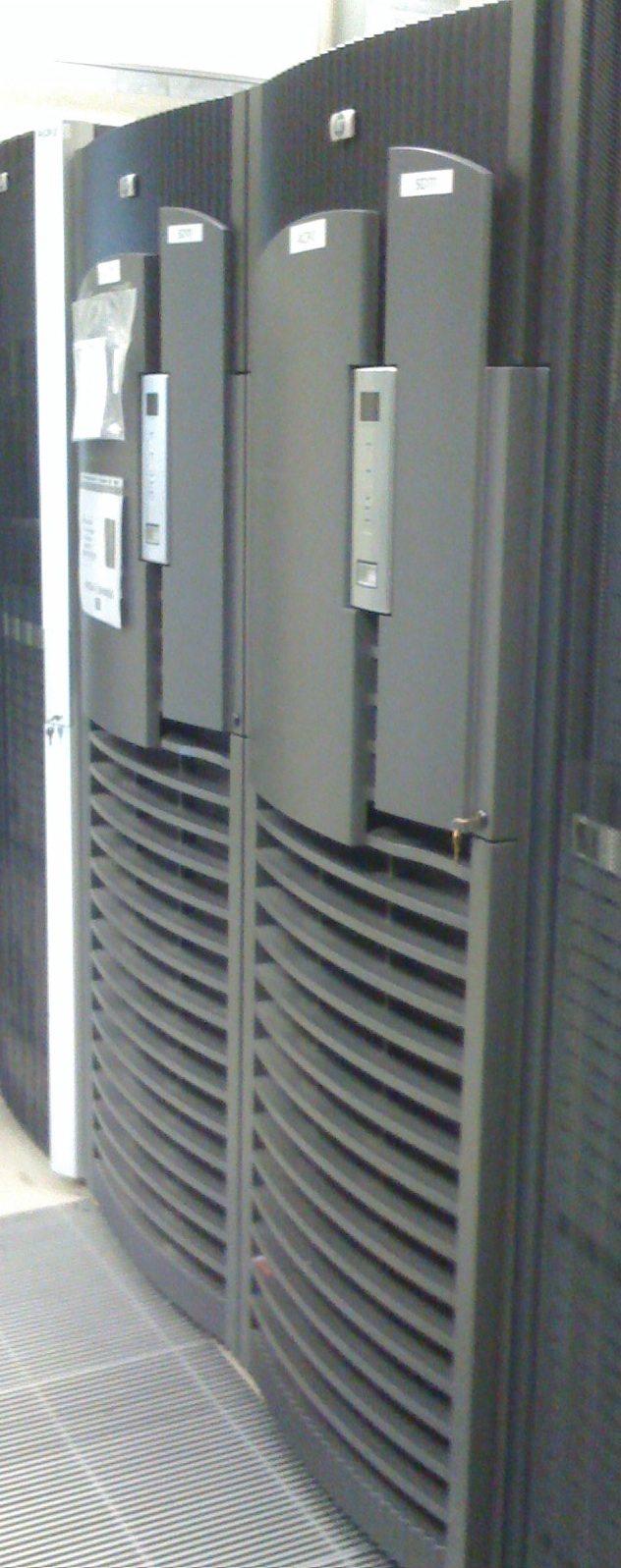
HP Superdome amb el sistema operatiu HP-UX 11.23

Les versions anteriors d'HP-UX donaven suport als sistemes informàtics HP Integral PC i HP 9000 Series 200, 300 i 400 basats en la sèrie de processadors Motorola 68000, els ordinadors HP 9000 Series 500 basats en l'arquitectura FOCUS propietat d'HP i, posteriorment, l'HP 9000 Series models basats en l'arquitectura del conjunt d'instruccions PA-RISC d'HP.
HP-UX va ser el primer Unix a oferir llistes de control d'accés per als permisos d'accés a fitxers com a alternativa al sistema de permisos estàndard Unix. HP-UX també va ser un dels primers sistemes Unix a incloure un gestor de volum lògic integrat. HP ha tingut una llarga associació amb Veritas Software, i utilitza VxFS com a sistema de fitxers principal.
És un dels tres sistemes operatius comercials que tenen versions certificades amb l'estàndard UNIX 03 de The Open Group. (Els altres són macOS i AIX.)

## Prestacions
HP-UX 11i ofereix discs compartits comuns per al seu sistema de fitxers en clúster. HP Serviceguard és la solució de clúster per a HP-UX. HP Global Workload Management ajusta les càrregues de treball per optimitzar el rendiment i s'integra amb Instant Capacity on Demand perquè els recursos instal·lats es puguin pagar en increments de 30 minuts segons sigui necessari per a les demandes màximes de càrrega de treball.
HP-UX ofereix funcions de virtualització a nivell de sistema operatiu, com ara particions de maquinari, particions virtuals de SO aïllades en servidors basats en cèl·lules i màquines virtuals d'HP Integrity (HPVM) a tots els servidors d'Integrity. HPVM admet convidats que s'executen en amfitrions HP-UX 11i v3 – els convidats poden executar Linux, Windows Server, OpenVMS o HP-UX. HP admet la migració de convidats de VM en línia, on el xifratge pot protegir el contingut dels convidats durant la migració.
HP-UX 11i v3 s'escala de la següent manera (en un SuperDome 2 amb 32 processadors Intel Itanium 9560):
- 256 nuclis de processador
- 8 TB de memòria principal
- Sistema de fitxers de 32 TB màxim
- Mida màxima de fitxer de 16 TB
- 128 milions de ZB — 16 milions d'unitats lògiques cadascuna fins a 8 ZB.